# São Bernardo Futebol Clube
El São Bernardo Futebol Clube, més conegut com a São Bernardo, és un club de futbol brasiler de la ciutat de São Bernardo do Campo a l'estat de São Paulo.

## Història
El club va ser fundat el 2004 per un grup dirigit per Edinho Montemor, ex-jugador i polític, per la fusió de Sociedade Esportiva Irmãos Romano, Aliança Clube, Esporte Clube São Bernardo i Palestra de São Bernardo. El São Bernardo té la missió de representar la ciutat en l'escena nacional de futbol. Els colors Groc i Negre van ser inspirats pel Borussia Dortmund, en l'any següent debut al futbol contra Comercial el Campionat paulista de segona divisió i passa a la següent divisió en tercer lloc. el 2010, l'equip pot anar a la divisió principal d'acabar quart. El 2012 guanya el primer títol, la Sèrie A-2 després d'un empat enfront União Barbarense.
Actualment competeix el Campionat Paulista i de la Sèrie D del Campionat Brasiler.

## Estadi
El Tigre del ABC juga a l'estadi Primeiro de Maio, constrüit en 1968, reformat el 2011, amb capacitat per a 13.000 espectadors.

## Palmarés
- 1 Campionat Paulista Série A-2: 2012
- 1 Copa FPF: 2013